# شیکی ۷۲۰۶
سیارک ۷۲۰۶ (به انگلیسی: 7206 Shiki، نامگذاری:1996QT) هفت هزار و دویست و ششمین سیارک کشف شده‌است که در ۱۸ اوت ۱۹۹۶ کشف شد.
قدر مطلق سیارک برابر ۱۲٫۶۰ است.